# Paranemastoma kaestneri
Espèce
Synonymes
- Nemastoma kaestneri Roewer, 1951

Paranemastoma kaestneri est une espèce d'opilions dyspnois de la famille des Nemastomatidae.

## Distribution
Cette espèce est endémique du Péloponnèse en Grèce. Elle se rencontre vers Tripoli.

## Description
L'holotype mesure 4,5 mm.

## Systématique et taxinomie
Cette espèce a été décrite sous le protonyme Nemastoma kaestneri par Roewer en 1951. Elle est placée dans le genre Paranemastoma par Schönhofer en 2013.

## Publication originale
- Roewer, 1951 : « Über Nemastomatiden. Weitere Weberknechte XVI. » Senckenbergiana, vol. 32, p. 95–153.